# ジョン・リチャードソン (博物学者)

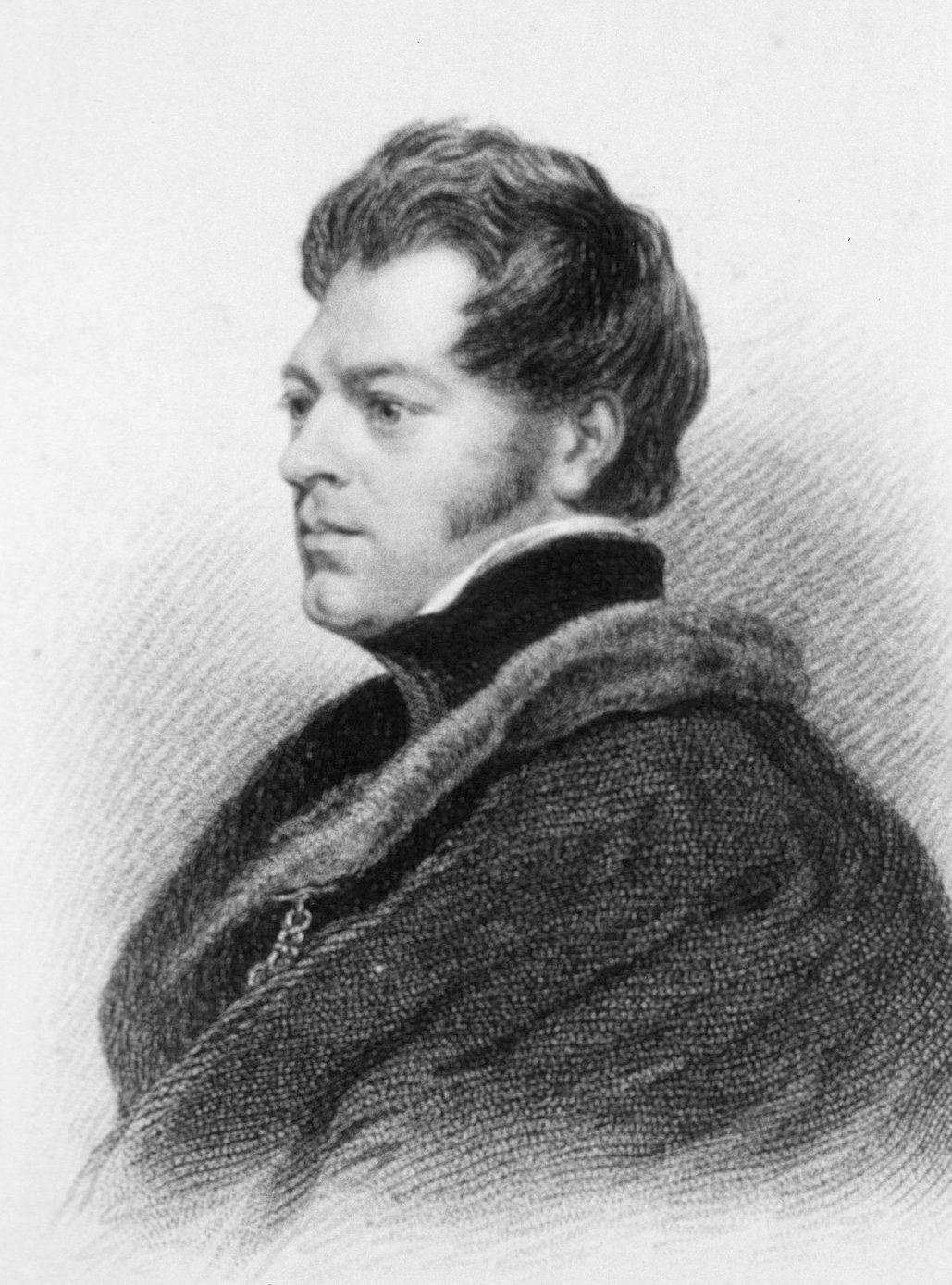
サー・ジョン・リチャードソン

サー・ジョン・リチャードソン（Sir John Richardson、1787年11月5日 – 1865年6月5日）は、スコットランドの博物学者、海軍軍医、北極探検家である。北部アメリカの探検旅行が有名な他、小動物のリチャードソンジリスの発見者としても知られる。

## 生涯
スコットランド南西部のダンフリーズに生まれた。エディンバラ大学で医学を学び、海軍の軍医となった。ジョン・フランクリンの1819年から1822年にかけてカナダ北西準州のコッパーマイン川の探検に参加した一人で、探検後、地理学、植物学、魚類学分野の公式報告書を書いた。1825年から1827年に再びカナダを訪れ、北極海横断探検を行った。この探検の成果は、ウィリアム・ジャクソン・フッカーの『北部アメリカの植物誌』（Flora Boreali-Americana :1833年–1840年）とリチャードソンらの『北部アメリカの動植物誌』（Fauna Boreali-Americana ：1829年–1837年）として発表された。
1842年にイギリス科学振興協会において、1841年10月の、軍艦「ロイヤル・ジョージ」のサルベージ作業中に発生した潜水病と、潜水士の治療について報告している。
1846年にナイト爵を授けられ、1850年にバス勲章コンパニオンを受勲。1845年に出発しカナダ極北で連絡を絶ったフランクリンの探検隊を1848年からジョン・レイとともに捜索するが、発見することはできなかった。この経緯は1851年に"Arctic Searching Expedition"として発表された。
上記以外にも、何度か北極航海に参加し、特に魚類学や北極航海の多くの博物学の著書がある。1825年に王立協会の会員に選ばれ、1856年に王立協会からロイヤル・メダルを受賞した。

## 名前について
リチャードソンは、リチャードの息子を意味する。

## 著書
- Fauna Boreali-Americana
- Narrative of a second expedition to the shores of the polar sea, in the years 1825, 1826, and 1827. Including an account of the progress of a detachment to the eastward
- Narrative of a second expedition to the shores of the Polar Sea, in the years 1825, 1826, and 1827
- Ichthyology of the voyage of H.M.S. Erebus and Terror under the command of Captain Sir James Clark Ross.
- Arctic ordeal : the journal of John Richardson, surgeon-naturalist with Franklin, 1820-1822
- Zoology of the northern parts of British America
- Vertebrals, including fossil mammals
- The zoology of Captain Beechey's voyage
- The birds
- The Polar regions